# Църновръв
Църновръв или Църновръх (на македонска литературна норма: Църновръв) е бивше село в Северна Македония, община Битоля.

## География
Селото се намира на Стара река в центъра на Снеговско-облаковската планина, югозападно от Секирани.

## История
Според статистиката на Васил Кънчов („Македония. Етнография и статистика“) към 1900 година в Църно Върфъ (Църни Върхъ) живеят 35 българи-християни.
На Етнографската карта на Битолския вилает на Картографския институт в София от 1901 година Църноврх е чисто българско село в Битолската каза на Битолския санджак с 8 къщи.
В началото на XX век цялото село е под върховенството на Българската екзархия. По данни на секретаря на екзархията Димитър Мишев („La Macédoine et sa Population Chrétienne“) в 1905 година в Църновръх (Tzarnovrah) има 24 българи екзархисти.